# Опет ти
Опет ти је други студијски албум српског певача Дада Глишића, и последњи фолк албум овог извођача пре него што је прешао у поп музику. Албум је издат 2000. године за Гранд продакшн. На албуму се налази дует Кажи вило са Цецом Славковић, а као бонус песма поново је објављен хит Адриана са првог албума. Продуцент албума  био је Марко Кон, а на албуму су радили гитариста Растко Аксентијевић, виолиниста Мишко Миловановић, гајдаш Жорж Грујић и гитариста Зоран Петровић. Албум је објављен и у Македонији.

## Списак песама
| №  | Назив             | Текст             | Музика           | Трајање |  |
| 1. | Опет тти          | Лоци              | Лоци             |         |  |
| 2. | Прерано за тугу   | Ана Домазет       | Дадо Глишић      |         |  |
| 3. | Била је           | Вера Милосављевић | Дадо Глишић      |         |  |
| 4. | Немој се враћати  | Вера Милосављевић | Дадо Глишић      |         |  |
| 5. | Ово је моја лућа  | Вера Милосављевић | традиционал      |         |  |
| 6. | Лажу мене         | Вера Милосављевић | Дадо Глишић      |         |  |
| 7. | Немој да ми судиш | Дејан Ћосић       | Дејан Ћосић      |         |  |
| 8. | Кажи вило         | Цеца Славковић    | Драган Мијатовић |         |  |
| 9. | Адриана           | Стева Симеуновић  | Стева Симеуновић |         |  |